# Russellville (Arkansas)
Pour les articles homonymes, voir Russellville.
La ville de Russellville est le siège du comté de Pope, dans l’Arkansas, aux États-Unis. Sa population s’élevait à 27 920 habitants lors du recensement de 2010, estimée à 29 318 habitants en 2017.

## Histoire

### Époque contemporaine
La ville, qui s’est d’abord appelée Chactas Prairie, a été incorporée le 7 juin 1870.

## Démographie
| Groupe          | Russellville | Arkansas | États-Unis |
| --------------- | ------------ | -------- | ---------- |
| Blancs          | 83,2         | 77,0     | 72,4       |
| Autres          | 6,7          | 3,6      | 6,4        |
| Afro-Américains | 5,5          | 15,4     | 12,6       |
| Métis           | 2,3          | 2,0      | 2,9        |
| Asiatiques      | 1,6          | 1,2      | 4,8        |
| Amérindiens     | 0,7          | 0,8      | 0,9        |
| Total           | 100,0        | 100,0    | 100,0      |
| Hispaniques     | 11,7         | 6,4      | 16,7       |

Lors du recensement de 2010, la population hispanique est essentiellement composée de Mexicano-Américains et de Salvadoro-Américains, qui représentent respectivement 7,4 % et 2,3 % de la population totale de la ville.
Selon l'American Community Survey, pour la période 2011-2015, 87,87 % de la population âgée de plus de 5 ans déclare parler l'anglais à la maison, 10,86 % l’espagnol et 1,27 % une autre langue.
| 1870 | 1880 | 1890  | 1900  | 1910  | 1920  | 1930  | 1940  |
| ---- | ---- | ----- | ----- | ----- | ----- | ----- | ----- |
| 240  | 514  | 1 321 | 1 832 | 2 936 | 4 505 | 5 628 | 5 927 |

| 1950  | 1960  | 1970   | 1980   | 1990   | 2000   | 2010   | - |
| ----- | ----- | ------ | ------ | ------ | ------ | ------ | - |
| 8 166 | 8 921 | 11 750 | 14 518 | 21 260 | 23 682 | 27 920 | - |

## Culture locale et patrimoine

### Personnalités liées à la commune
- Scott Bradley, compositeur de musique de films et trompettiste.

## Source
- (en) Cet article est partiellement ou en totalité issu de l’article de Wikipédia en anglais intitulé « Russellville, Arkansas » (voir la liste des auteurs).

1. ↑  (en) « Russellville , AR Population - Census 2010 and 2000 », sur censusviewer.com.
2. ↑  (en) « Population of Arkansas - Census 2010 and 2000 », sur censusviewer.com.
3. ↑  (en) « Hispanic or Latino by Type: 2010 », sur factfinder.census.gov (consulté le 26 septembre 2018).
4. ↑  (en) « Language spoken at home by ability to speak English for the population 5 years and over », sur factfinder.census.gov.
5. ↑  « Statistiques des États-Unis - Arkansas - Profils des communautés de 2010 » (consulté en novembre 2020)